# Toponimia

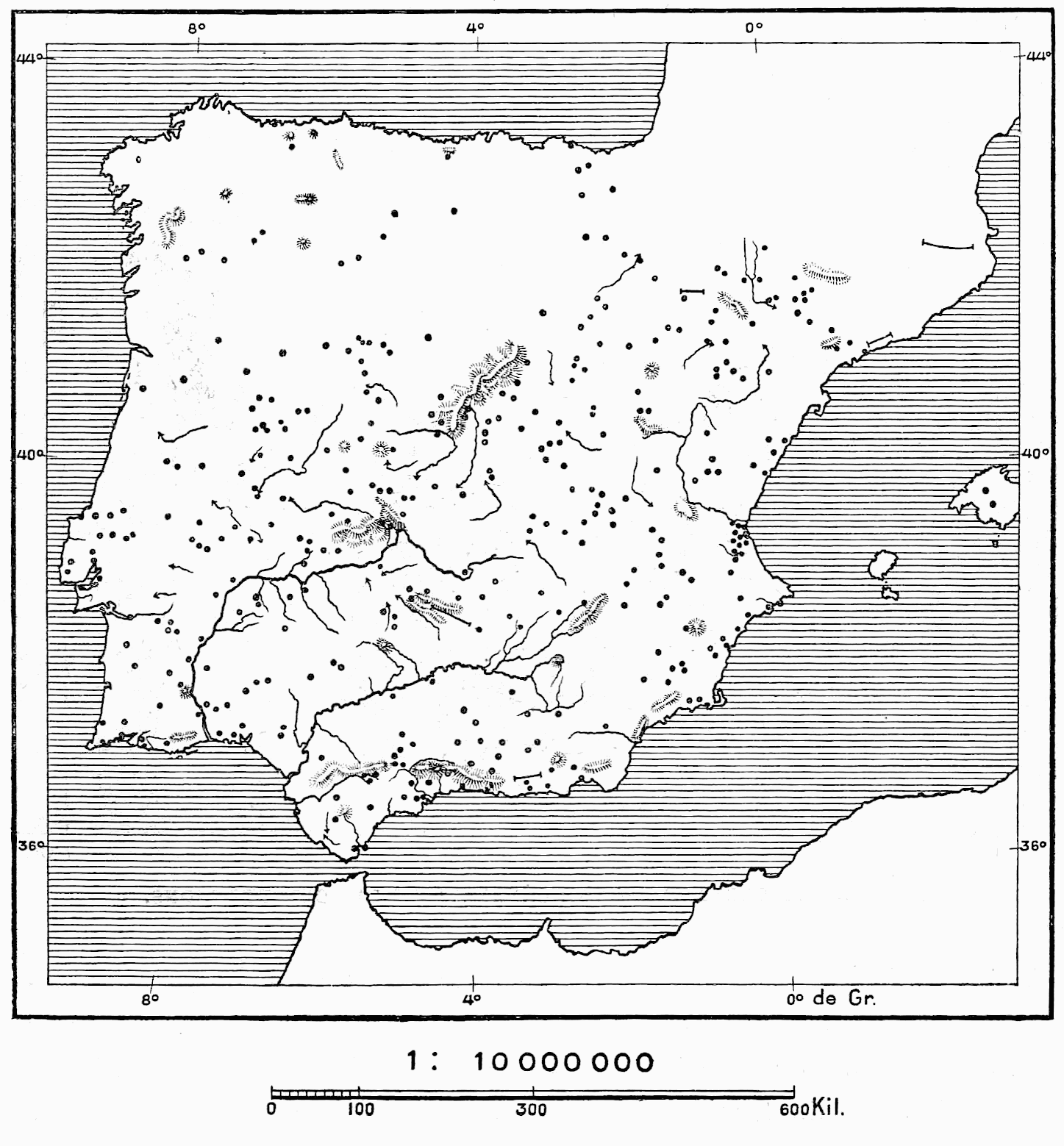
Toponimia árabe en la península ibérica. L’Homme et la Terre.

Ejemplos de topónimos.

Provincias romanas hispánicas bajo Octavio Augusto (también llamado Augusto o César Augusto), quien fue el primer emperador romano; ejemplo de introducción de nombres de lugares.

La toponimia u onomástica  geográfica es una disciplina de la onomástica (del griego clásico ὄνομα [ónoma, ‘nombre’] > ὀνόμασις [onómasis] más el sufijo -τική [-tiké, ‘el arte de’] > ὀνομαστική [onomastikḗ], ‘el arte de nombrar’) que consiste en el registro, catalogación y estudio etimológico de los nombres propios de un lugar. En cuánto al término «toponimia», éste deriva etimológicamente del antiguo griego τόπος (tópos, ‘lugar’) y ὄνυμα (ónyma, ‘nombre’).
Además de la onomástica, otras ciencias utilizan el concepto de toponimia con significaciones específicas: en anatomía se utiliza el término topónimo para hacer referencia al nombre de una región del cuerpo, en cuanto es distinta del nombre de un órgano; en biología el término toponimia es sinónimo del de nombre biológico; en etnología el término topónimo hace referencia a un nombre derivado de un lugar o región.

## Historia
En el idioma español la RAE no registra este nombre hasta finales del siglo XIX. En lengua árabe, la primera vez que aparece el término «toponomista» data aproximadamente de mediados del siglo XIX. Se sabe que los primeros toponimistas fueron los cuentistas y los poetas que se dedicaban, en el desarrollo de sus actividades, a explicar el origen de ciertos lugares con el motivo de decidir el nombre de los mismos. En algunos casos los nombres de ciertos lugares ya eran leyendas en sí.

## Características
Los topónimos en ocasiones tienen su origen en apellidos o nombres propios de personas, pero habitualmente su origen está en algún aspecto físico o material del lugar que designan. Por ejemplo, Ocotlán significa 'donde abundan los pinos' pero también se ha interpretado como 'lugar de pinos u ocotes', mientras que Purroy, cuyo origen está en el latín PODIUM RUBEUM 'lugar elevado rojizo, pueyo rojizo', tiene precisamente su motivación en que el pueblo designado está situado sobre un altozano cuyas tierras y rocas poseen la mencionada cualidad cromática. Los topónimos pueden ser clasificados de acuerdo a su manera de referirse al lugar en tres tipos:
1. Topónimos que describen o enumeran alguna característica física del lugar, que resulta especialmente sobresaliente o relevante.
2. Topónimos que tienen su origen en nombres de persona (antropónimos) o derivados de ellos.
3. Topónimos de origen desconocido, generalmente procedentes de nombres comunes antiguos que, con el transcurso del tiempo, azares o evolución lingüística de los territorios, han dejado de entenderse.

Los estudios de la toponimia generalmente requieren cierto grado de conocimiento en dialectología, fonética, historia, lexicología y morfología, de una o más lenguas de la zona a estudiar donde se encuentra el topónimo. Aunque de hecho el estudio de los topónimos es en esencia un estudio etimológico más, pero con dificultades añadidas, pues los cambios fonéticos no operan con la misma regularidad en la toponimia como en el resto del léxico general.

## Toponimia popular
Uno de los atractivos de la toponimia para los aficionados es la creencia popular de los pueblos de que existe una conexión, a veces mística, entre el nombre de cada lugar con lo que este nombre significa. Esta creencia no es sorprendente, puesto que muchos topónimos, como se ha mencionado anteriormente, tienen su origen en algún rasgo físico del lugar designado que llamó la atención de los hablantes.[cita requerida]
La tentativa que hacen los toponimistas es la de acercar el significado original de un lugar a su denominación o nombre; sus conclusiones compiten a menudo con las etimologías populares, ya que algunas de dichas etimologías son falsas o bien pueden sonar más poéticas o atractivas a los turistas. Así se tiene un ejemplo en la denominación de río «Misisipi», que se empleaba con significado de 'padre de las aguas' (aunque puede significar simplemente 'río grande'), el nombre del estado de «Idaho»  fue nombrado para significar 'gema de las montañas' (aunque puede ser simplemente un nombre inventado), y el nombre «Vladivostok» de la ciudad rusa para el «dominador del este» (aunque este se empleaba a menudo como «señor del este»).[cita requerida]

## Conversión de topónimos: transcripción y transliteración
Desde 1967 se hacen esfuerzos en las Conferencias de las Naciones Unidas sobre la Normalización de los Nombres Geográficos «con el objetivo básico de alcanzar un uso uniforme de la toponimia que facilite la comunicación a nivel mundial.» Por ello se crearon los Grupos de Expertos de las Naciones Unidas en Nombres Geográficos (en inglés, United Nations Group of Experts on Geographical Names, UNGEGN), que, en sucesivas conferencias y tras varias resoluciones, trabajan en una normalización internacional. Con todo, «tras varios debates, en las Conferencias se ha reconocido que los exónimos ya consolidados en una lengua forman parte de su patrimonio cultural y, por tanto, aprueban su utilización y la difusión de estos mediante listas para facilitar el intercambio de datos».
Según se explica en el Manual para la normalización nacional de los nombres geográficos publicado por UNGEGN, el proceso de conversión de topónimos se puede producir por dos circunstancias:
- Transcripción: se define como «la conversión de los sonidos de una lengua en los símbolos fonéticos de otra lengua con los que tienen una correspondencia más estrecha (normalmente sin modificación de la escritura de la lengua de término).» En ocasiones estas adaptaciones «se han realizado a través de otras lenguas y no directamente desde la lengua del endónimo, especialmente del inglés y francés.»[5]
- Transliteración: Se produce ante la imposibilidad de una adaptación exacta de los símbolos fonéticos entre distintas lenguas sin usar el sistema de escritura puede obligar a la conversión de tales signos diacríticos y de letras adicionales. No siempre, en estos casos, cabe hablarse de exónimos, especialmente en los casos donde se procede mediante una «transliteración normalizada y vigente».[6]

Existe una polémica sustancial respecto a la pertinencia de traducir o usar la forma original de los topónimos. Actualmente se tiende a aceptar que se traduzcan los más extendidos en cada lengua y respetar en lo posible el nombre en el idioma original. No obstante, «los expertos en nombres geográficos» recomienda:
- Respetar los exónimos consolidados.
- Evitar, en la medida de lo posible, los exónimos tradicionales que hayan caído en desuso.
- Utilizar los sistemas de romanización aprobados internacionalmente.
- Evitar la creación de nuevos exónimos, excepto cuando sea necesario.

A la hora de calificar «un nombre de lugar como exónimo» se deben basar «en la ortografía y no en la pronunciación.»

## Tipos de topónimos

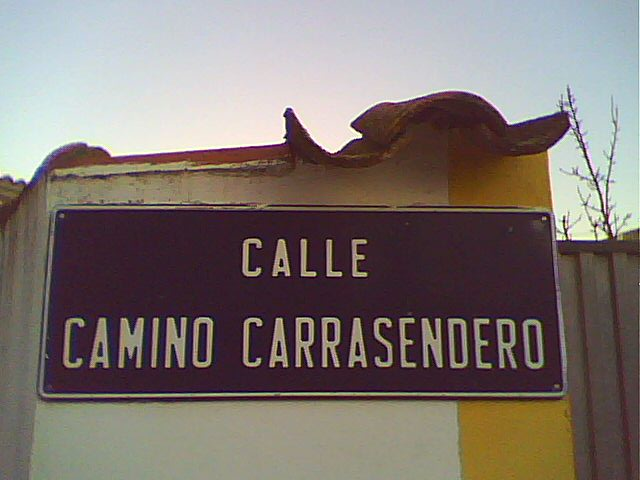
Placa de calle en Aguilafuente (localidad rural de la provincia de Segovia). Su nombre es "Calle Camino Carrasendero", lo que es una curiosa coincidencia en un solo odónimo (es decir, topónimo viario) de cuatro odónimos genéricos: "calle", "camino", "carra-" (prefijo muy común en el campo español) El origen del cuasiprefijo "carra"- no parece estar establecido, más allá de su significado de "dirección", "hacia". Gargallo la identifica como una "reliquia toponímica", y propone su origen en una antigua preposición originada a su vez en la expresión "cara a": y "sendero"

Dependiendo del origen de las palabras de lugar originados por diversos motivos tales como la forma del terreno, la piedra, las plantas, los animales, los dioses y diosas, los colores, las aguas, los hombres y mujeres, los cultivos, la vida social, los héroes, los caminos, etc. Los topónimos usualmente derivan de términos que tienen que ver con la forma o la apariencia física del paisaje donde se sitúa el referente de los topónimos:
- La hidronimia se refiere a los hidrónimos (nombres por los que se designan masas de agua, usualmente ríos -cursos de agua-).

- La limnonimia, a los limnónimos (nombres de lagos u otras masas de agua estancada).[cita requerida]
- La talasonimia, a los talasónimos (nombres de mares u océanos).[cita requerida]

- La litonimia, a los litónimos (nombres de las formaciones rocosas).[cita requerida]
- La oronimia, a los orónimos (nombre de las montañas y otros accidentes del relieve).

La antroponimia, si bien se considera aparte de la toponimia, es fuente de topónimos. Entre los antropónimos que dan lugar a topónimos puede diferenciarse entre:
- Epónimos o términos de objetos o lugares procedentes de un antropónimo.
- Hagiónimos, en relación con el nombre de los santos, es fuente de algunos topónimos modernos.
- Teónimos, referido a los nombres de dioses en culturas politeístas.

Algunos pocos topónimos derivan del nombre de grupos humanos o nombres de grupos étnicos, por lo que el estudio de este tipo de onomástica resulta muchas veces útil en onomástica. Las siguientes clases de nombres se refieren a grupos de personas:
- Etnónimos, es el estudio de los nombres que se aplican a grupos étnicos. Entre ellos debemos diferenciar entre:
  - Autónimos o endónimos son los nombres que se dan a sí mismos los diversos grupos humanos. El significado expresado por los autónimos se basa en características bastante diferentes de los exónimos.
  - Exónimos, son los nombres dados a ciertos grupos humanos, por otros grupos étnicos vecinos. Muchas veces el nombre usual de los grupos étnicos más minoritarios o con menos poder, son exónimos tomados a partir de algún grupo vecino más poderoso o con mayor conexión comercial o cultural con los grupos que usan el exónimo.

Por otro lado, los gentilicios son nombres de grupos humanos a veces convertidos en etnónimos que derivan históricamente de algún tipo de topónimo.
La coronimia es la toponimia de zonas de entidad espacial superior a la de las localidades (comarcas, regiones, países, continentes). "Si todos los registros toponímicos expresan una realidad o un proyecto social, esa cualidad se hace más presente en los corónimos. O, más exactamente, cobra mayor relevancia en ellos".
Fitotopónimos, hacen referencia a plantas, como es el caso de "Moral" (Moral de la Reina, por ejemplo), donde abundan los árboles con ese nombre o "Zarzuela" donde abundan las zarzas (Zarzuela de Jadraque, por ejemplo).

### Tautopónimos
Los tautopónimos son los topónimos que repiten la denominación del accidente geográfico o cualquier otro origen que tengan los términos que designan a ese lugar. Ejemplo de esto son Desierto del Sáhara, Valle de Arán o Barco de Valdeorras. En este último, tanto Barco, como Val, como orra , hacen referencia cada uno de ellos al paso de un valle estrecho.

## Topónimos largos
- El topónimo más largo que existe en el mundo es el de la capital de Tailandia, Bangkok, Krung Thep Maha Nakhon. Su nombre tradicional completo es Krung Thep, que se escribe (en tailandés) กรุงเทพมหานคร อมรรัตนโกสินทร์ มหินทรายุธยา มหาดิลกภพ นพรัตนราชธานีบูรีรมย์ อุดมราชนิเวศน์มหาสถาน อมรพิมานอวตารสถิต สักกะทัตติยวิษณุกรรมประสิทธิ์, y en alfabeto latino Amonrattanakosin Mahintharayutthaya Mahadilokphop Noppharatratchathaniburirom Udomratchaniwetmahasathan Amonphimanawatansathit Sakkathattiyawitsanukamprasit.[12]

- Otro topónimo largo muy famoso es el de la localidad galesa de Llanfairpwllgwyngyllgogerychwyrndrobwllllantysiliogogogoch (abreviado, "Llanfair PG") que traducido del galés al castellano significa 'Iglesia de Santa María en el hueco del avellano blanco cerca de un torbellino rápido y la iglesia de San Tisilo cerca de la gruta roja'.